# Seznam kulturních památek v Lučenci
Uvedený seznam obsahuje 59 památkově chráněných budov a objektů slovenské legislativy ve městě Lučenec.
| Fotografie | Název                                         | Číslo rejstříku ÚSKP | Adresa/Souradnice                                                | poznámky                                                        |
| ---------- | --------------------------------------------- | -------------------- | ---------------------------------------------------------------- | --------------------------------------------------------------- |
|            | Židovská márnice                              | 606-458/0            | Ul. Vajanského                                                   |                                                                 |
|            | Památník                                      | 606-516/0            |                                                                  | Pomník padlých rumunských vojáků II. světové války              |
|            | Hrobka Rádayho rodiny                         | 606-2741/0           | Lučenecký hřbitov                                                |                                                                 |
|            | Zámek                                         | 606-3479/0           | Zámocká 54 – souřad. = 48°20′2″ s. š., 19°40′59″ v. d.           |                                                                 |
|            | Synagoga                                      | 606-3507/0           | Adyho 4 – souřad. = 48°19′28″ s. š., 19°40′9″ v. d.              | Největší synagoga na Slovensku                                  |
|            | hrob s náhrobkem                              | 606-519/0            | Lučenecký hřbitov                                                | Hrob slovenské spisovatelky Boženy Slančíkové-Timravy           |
|            | Krypta                                        | 606-10455/0          | Lučenecký hřbitov                                                | Krypta Andrejcsikové rodiny                                     |
|            | Zámek                                         | 606-10452/0          | Filakovská 12 – souřad. = 48°19′32″ s. š., 19°40′15″ v. d.       | Zámek Szilassyho                                                |
|            | radnice                                       | 606-3488/0           | Dr. Herza 1 – souřad. = 48°19′39″ s. š., 19°40′6″ v. d.          | bývalá radnice                                                  |
|            | Měšťanský dům                                 | 606-3494/0           | Dr. Herza 12 – souřad. = 48°19′39″ s. š., 19°40′1″ v. d.         |                                                                 |
|            | Administrativní budova                        | 606-3483/0           | Dr. Herza 14 – souřad. = 48°19′39″ s. š., 19°40′0″ v. d.         | V současnosti okresní soud                                      |
|            | Rakottayho vila                               | 606-10958/0          | Jókaiho 7 – souřad. = 48°19′52″ s. š., 19°40′11″ v. d.           |                                                                 |
|            | Vila                                          | 606-11072/1          | Jókaiho 13 – souřad. = 48°19′54″ s. š., 19°40′3″ v. d.           | V současnosti školka                                            |
|            | Altán                                         | 606-11072/2          | Jókaiho 13 – souřad. = 48°19′54″ s. š., 19°40′3″ v. d.           |                                                                 |
|            | parcelačná zeď                                | 606-11072/3          | Jókaiho 13 – souřad. = 48°19′54″ s. š., 19°40′3″ v. d.           |                                                                 |
|            | Zábradlí se sloupy                            | 606-11072/4          | Jókaiho 13 – souřad. = 48°19′54″ s. š., 19°40′3″ v. d.           |                                                                 |
|            | Soubor sloupů                                 | 606-11072/5          | Jókaiho 13 – souřad. = 48°19′54″ s. š., 19°40′3″ v. d.           |                                                                 |
|            | Nádoba s podstavcem                           | 606-11072/6          | Jókaiho 13 – souřad. = 48°19′54″ s. š., 19°40′3″ v. d.           |                                                                 |
|            | Kalvínský kostel                              | 606-454/0            | J. Kármána 1 – souřad. = 48°19′44″ s. š., 19°40′10″ v. d.        |                                                                 |
|            | Banka                                         | 606-3489/0           | J. Kármána 2 – souřad. = 48°19′44″ s. š., 19°40′9″ v. d.         | V současnosti Novohradská knihovna                              |
|            | Pedagogická škola                             | 606-3502/0           | Komenského 12 – souřad. = 48°19′34″ s. š., 19°39′58″ v. d.       |                                                                 |
|            | Evangelický kostel                            | 606-453/0            | Komenského 14 – souřad. = 48°19′33″ s. š., 19°39′58″ v. d.       |                                                                 |
|            | Evangelická fara                              | 606-3503/0           | Komenského 16 – souřad. = 48°19′32″ s. š., 19°39′57″ v. d.       |                                                                 |
|            | Římskokatolický kostel Navštívení Panny Marie | 606-452/0            | Kubínyiho náměstí – souřad. = 48°19′42″ s. š., 19°39′10″ v. d.   |                                                                 |
|            | Měšťanský dům                                 | 606-3484/0           | Kubínyiho náměstí 1 – souřad. = 48°19′39″ s. š., 19°40′10″ v. d. |                                                                 |
|            | Římskokatolická fara                          | 606-456/0            | Kubínyiho náměstí 2 – souřad. = 48°19′40″ s. š., 19°40′11″ v. d. |                                                                 |
|            | Měšťanský dům                                 | 606-457/0            | Kubínyiho náměstí 3 – souřad. = 48°19′40″ s. š., 19°40′11″ v. d. |                                                                 |
|            | Měšťanský dům                                 | 606-3485/0           | Kubínyiho náměstí 4 – souřad. = 48°19′41″ s. š., 19°40′11″ v. d. |                                                                 |
|            | Měšťanský dům                                 | 606-3490/0           | Kubínyiho náměstí 5 – souřad. = 48°19′41″ s. š., 19°40′11″ v. d. |                                                                 |
|            | Základní škola                                | 606-3491/0           | Kubínyiho náměstí 6 – souřad. = 48°19′42″ s. š., 19°40′11″ v. d. | Bývalá dívčí městská škola                                      |
|            | Měšťanský dům                                 | 606-3487/0           | Kubínyiho náměstí 7 – souřad. = 48°19′42″ s. š., 19°40′11″ v. d. |                                                                 |
|            | Měšťanský dům                                 | 606-3486/0           | Kubínyiho náměstí 8 – souřad. = 48°19′40″ s. š., 19°40′9″ v. d.  |                                                                 |
|            | Banka                                         | 606-3492/0           | Kubínyiho náměstí 9 – souřad. = 48°19′41″ s. š., 19°40′9″ v. d.  | Bývalá Dunajská banka                                           |
|            | Měšťanský dům                                 | 606-3493/0           | Kubínyiho náměstí 10 – souřad. = 48°19′43″ s. š., 19°40′9″ v. d. |                                                                 |
|            | Měšťanský dům                                 | 606-3495/0           | Masarykova 2 – souřad. = 48°19′43″ s. š., 19°40′9″ v. d.         |                                                                 |
|            | Měšťanský dům                                 | 606-3496/0           | Masarykova 4 – souřad. = 48°19′43″ s. š., 19°40′8″ v. d.         |                                                                 |
|            | Měšťanský dům                                 | 606-3497/0           | Masarykova 6 – souřad. = 48°19′44″ s. š., 19°40′7″ v. d.         |                                                                 |
|            | Měšťanský dům                                 | 606-3498/0           | Masarykova 8 – souřad. = 48°19′44″ s. š., 19°40′6″ v. d.         |                                                                 |
|            | Měšťanský dům                                 | 606-3499/0           | Masarykova 10 – souřad. = 48°19′44″ s. š., 19°40′5″ v. d.        |                                                                 |
|            | Měšťanský dům                                 | 606-3500/0           | Masarykova 28 – souřad. = 48°19′46″ s. š., 19°39′56″ v. d.       |                                                                 |
|            | Měšťanský dům                                 | 606-3501/0           | Masarykova 29 – souřad. = 48°19′47″ s. š., 19°39′50″ v. d.       |                                                                 |
|            | Měšťanský dům                                 | 606-11073/0          | Masarykova 34 – souřad. = 48°19′47″ s. š., 19°39′54″ v. d.       |                                                                 |
|            | Bývalá YMCA                                   | 606-10806/0          | Novohradská 2 – souřad. = 48°19′49″ s. š., 19°39′47″ v. d.       |                                                                 |
|            | Reduta – Lučenec                              | 606-3482/0           | Vajanského 2 – souřad. = 48°19′39″ s. š., 19°40′10″ v. d.        |                                                                 |
|            | Pamětní tabule                                | 606-517/0            | Vajanského 5 – souřad. = 48°19′37″ s. š., 19°40′8″ v. d.         | Pamětní tabule maďarského básníka Sándora Petőfiho              |
|            | Měšťanský dům                                 | 606-10451/0          | Vajanského 7 – souřad. = 48°19′36″ s. š., 19°40′7″ v. d.         |                                                                 |
|            | Měšťanský dům                                 | 606-3504/0           | Vajanského 14 – souřad. = 48°19′35″ s. š., 19°40′8″ v. d.        |                                                                 |
|            | Administrativní budova                        | 606-3505/0           | Vajanského 16 – souřad. = 48°19′35″ s. š., 19°40′8″ v. d.        |                                                                 |
|            | Měšťanský dům                                 | 606-10765/0          | Dr. Vodu 2 – souřad. = 48°19′45″ s. š., 19°39′53″ v. d.          |                                                                 |
|            | Pamětní tabule                                | 606-518/0            | Zvolenská 10 – souřad. = 48°20′11″ s. š., 19°39′40″ v. d.        | Pamětní tabule slovenské spisovatelky Boženy Slančíkové-Timravy |
|            | Kavárna                                       | 606-3506/0           | Železničná 1 – souřad. = 48°19′48″ s. š., 19°39′57″ v. d.        | V současnosti Otp banka                                         |
|            | Měšťanský dům                                 | 606-11249/0          | Železničná 16 – souřad. = 48°19′52″ s. š., 19°39′57″ v. d.       |                                                                 |
|            | Zámek                                         | 606-470/1            | Dolná Slatinka 4 – souřad. = 48°20′59″ s. š., 19°41′23″ v. d.    |                                                                 |
|            | Park                                          | 606-470/2            | Dolná Slatinka 4 – souřad. = 48°20′59″ s. š., 19°41′23″ v. d.    |                                                                 |
|            | Zámek                                         | 606-469/1            | Jegorova 3 – souřad. = 48°20′33″ s. š., 19°40′52″ v. d.          |                                                                 |
|            | Park                                          | 606-469/2            | Jegorova 3 – souřad. = 48°20′33″ s. š., 19°40′52″ v. d.          |                                                                 |
|            | Zříceniny zámku                               | 606-471/1            | Jegorova 10 – souřad. = 48°20′34″ s. š., 19°40′48″ v. d.         |                                                                 |
|            | Pozůstatky parku                              | 606-471/2            | Jegorova 10 – souřad. = 48°20′34″ s. š., 19°40′48″ v. d.         |                                                                 |
|            | Pamětní tabule                                | 606-522/0            | Gemerská 32 – souřad. = 48°20′22″ s. š., 19°40′45″ v. d.         | Pamětní tabule českého spisovatele Aloise Jiráska               |